# Камполано (Ријети)
Камполано је насеље у Италији у округу Ријети, региону Лацио.
Према процени из 2011. у насељу је живело 315 становника. Насеље се налази на надморској висини од 574 м.